# Eccymatoge iopolia
Poecilasthena iopolia là một loài bướm đêm trong họ Geometridae.